# Atormentada (telenovela mexicana)
Atormentada es una telenovela mexicana producida en 1967 para Teleprogramas Acapulco, S.A. -una empresa productora que formaba parte de Telesistema Mexicano, hoy Televisa- en 1967. Protagonizada por Patricia Morán, Enrique Aguilar y Maruja Griffel como la villana de la historia.

## Sinopsis
Margarita Alfaro (Patricia Morán) es una joven que vive atormentada por las maldades de su tía Paula (Maruja Griffel) y la hace quedar mal ante los demás.. la involucra con un hombre malvado con tal de separarla del ser amado.. le arrebatan a su hija.. luego se casa con un famoso Doctor que la ayudará a recuperar a su hija.

## Elenco
- Patricia Morán como Margarita Alfaro
- Enrique Aguilar como Luis Aguilar
- Maruja Grifell como Paula Solís
- Antonio Medellín como Raúl Perales
- Lupe Rivas Cacho como Doña Lupita
- Raúl "Chato" Padilla como Don Lupe
- Gerardo del Castillo como Flavio
- Miguel Córcega como Agustín Fonseca
- Nancy MacKenzie como Lina de la Fuente